# 频道号码
一般来说，观众收看电视节目时，通过遥控器按下一定的电视频道号码，即可收看某个特定频道的节目。数字电视频道的频道号码又称逻辑信道号（Logical channel number，简称LCN）、虚拟频道（Virtual channel）或遥控器号码（Remote control key ID）。
有時候，頻道號碼也作為電視台行銷的一環，甚至直接用作电视频道的正式名称，如新加坡的新传媒5频道和8频道。

## 模拟电视的频道号码
一般来说，模拟电视的频道号码与该频道所在的物理频道相一致，如原上海东方电视台20频道便是通过中国标准DS-20频道（图像频率527.25MHz，伴音频率533.75MHz）播出。对于早期电视机来说，观众只要输入频道的物理信道号码，或者将旋钮调节至相应刻度，即可观看相应频道的节目。但如果电视机有自动搜索、手动搜索或自定义频道顺序功能，那么电视上显示的频道号码就未必与实际物理信道一致。以香港为例，如接收香港慈云山发射的模拟电视信号，自动搜索后，模拟频道（翡翠台、本港台/港台电视31A、明珠台、国际台/港台电视33A）在电视上显示的频道号码可能为1至4或0至3，而不是21、23、25和27（四套频道分别对应的物理信道，香港标准）。

## 数字电视的频道号码
数字电视的频道号码通常不会与所在的物理信道保持一致。以日本东京地区为例，NHK东京综合频道的遥控器号码为1，但实际上使用的物理信道为27频道（日本标准），而不是1频道；又如香港數碼地面電視廣播，目前所使用的频道号码有31-35（港台电视）、81-85（无线）、76-78（有线宽频开电视）、96和99（香港电视娱乐），但实际上依照香港沿用下来的英国标准，根本不存在69以上的物理信道号码。至于有线数字电视使用的三位数乃至四位数频道号码，在物理信道中更是不存在。IPTV则采用互联网传输，并不采用传统电视传输采用的物理信道，遥控器号码完全与物理信道无关。
另外，尽管频道号码与实际物理信道号码不一致，但不少电视台会因為各種原因（如收視習慣、行銷等）而沿用模拟电视时代的频道号作为数字电视的频道号码，如美国、韩国及部分日本的地面数字电视频道。
一些地区的地面数字电视服務中（如中国大陆和台湾的地面数字电视），因為沒有採用邏輯頻道編號的系統，目前的編號乃是採掃描頻道的先後順序，从低频到高频、按照节目名称顺序排列。也導致如果因故無法掃描到該頻道（如訊號不良、諧調器的格式不支援）時，編號排序會與完整收到時不同。若同时接收到使用同一频道号码，但不同物理信道的频道时（如多频网时期的香港数码地面电视），个别接收机会把部分频道排序后移。